# Luca Garri
Luca Garri, född 3 januari 1982 i Asti, är en italiensk basketspelare som tog OS-silver 2004 i Aten. Detta var Italiens  första medalj på 24 år i herrbasket vid olympiska sommarspelen. Han har spelat flera säsonger i bland annat Angelico Biella och Virtus Bologna i Italien.